# Astaksantin
Astaksantin je glavni karotenoidni pigment, ki ga najdemo pri vodnih živalih. Ta rdeče oranžni pigment je zelo soroden ostalim dobro znanim karotenom, kot sta npr. β-karoten in lutein . Pri mnogih vodnih živalih ima astaksantin esencialne biološke vloge (ščiti pred oksidacijo, UV sevanjem, imunskem odgovoru, pigmentaciji in komunikaciji pri reprodukciji) . V naravi ga lahko najdemo v lososu, postrvi, morskemu rakcu in ribjih jajčecih. Najdemo ga tudi pri pticah kot sta npr. flamingo in prepelica. Tako kot ostale karotenoide tudi astaksantina živali ne morejo sintetizirati. Dobimo ga s prehranjevanjem. Sesalci nimajo zmožnosti sintetizirati astaksantina ali pa ga pretvoriti v vitamin A. Pri teh živalih, za razliko od β-karotena, astaksantin nima pro-vitamin A aktivnosti. Nekateri mikroorganizmi imajo velike zaloge astaksantina. Za klorofitno algo Haematococcus pluvialis verjamejo, da akumulira največje zaloge astaksantina. Komercialno vzgajana H. pluvialis lahko akumulira do 30 g astaksantina na kilogram suhe biomase.

## Molekularna struktura in oblika astaksantina
Astaksantin je zelo soroden β-karotenu, zeaksantinu in luteinu. To pojasnjuje zakaj si delijo toliko metabolnih in fizioloških funkcij. Prisotnost hidroksi in keto skupin na obeh koncih molekule pojasnjuje nekaj dejstev o astaksantinu: kot je npr. zmožnost esterifikacije, večja antioksidativna aktivnost in bolj polarna konfiguracija kot pri ostalih karotenoidih.
Prosti astaksantin je občutljiv na oksidacijo. V naravi ga zato najdemo konjugiranega s proteini (lososova muskulatura) ali esterificiranega z eno ali dvema maščobnima kislinama, kateri ga stabilizirata. Pri H. pluvalis dominira esterificirana oblika, večinoma kot astaksantin monoester. Čeprav si delijo enako kemično zgradbo lahko v naravi najdemo različne izomere astaksantina. Najbolj pogosta stereoizomera je 3S, 3'S.

## Biološka korist astaksantina in farmakokinetika
Pri sesalcih sta Furr in Clark pojasnila različne korake pri prebavljanju, absorpciji in transportu karotenoidov. To vključuje razdrtje matriksa hrane, raztapljanje in emulgiranje karotenoidov z ostalimi lipidi, tvorba micelija v prisotnosti žolčnih soli, absorpcija preko enterocitov v črevesju, nalaganje na lipoproteine in transport do ciklomikronov. Ugotovili so, da se v plazmi nepolarni karotenoidi, kot je β-karoten, α-karoten ali likopen, večinoma transportirajo z VLDL (lipoproteine zelo majhne gostote) ali z LDL (lipoproteini majhne gostote). Za razliko od nepolarnih karotenoidov se polarni karotenoidi, kot sta zeaksantin ali lutein, večinoma transportirajo z LDL ali HDL (lipoproreini visoke gostote).

## Antioksidativna aktivnost astaksantina
Pri normalnih metabolnih reakcijah in procesih  v telesu nastajajo prosti radikali in visoko reaktivne oblike kisika. Fiziološki stres, onesnaženje zraka, tobačni dim, izpostavljanje kemikalijam ali UV sevanje lahko poveča produkcijo teh nezaželenih oksidativnih agensov. Fagocitoza pri imunskem odgovoru proti mikrobom lahko prav tako generira tvorbo prostih radikalov v boju proti vsiljivcem. Znotraj celice lahko prosti radikali poškodujejo DNA, proteine in lipidne membrane. 
Za antioksidante kot so npr. vitamin C ali vitamin E in karotenoidi je bilo dokazano, da pomagajo v boju proti oksidativnim poškodbam. Karotenoidi so potencialni biološki antioksidanti, ki prekinejo delovanje prostega kisika in ostale reaktivne snovi, tako da absorbirajo vzbujeno energijo prostega kisika na karotenoidno verigo. To vodi do degradacije karotenoidne molekule. S tem je preprečena poškodba ostalih molekul ali tkiva. Prav tako lahko preprečijo tvorbo verižne reakcije prostih radikalov, ki jih izzove degradacija polinenasičene maščobne kisline. Astaksantin kaže zelo dobre zmožnosti ščitenja membranskih fosfolipidov in ostalih lipidov pred peroksidacijo. Verjamejo naj bi astaksantin igral ključne vloge pri zaščiti pred UV sevanjem, fotooksidacijo, vnetjem, rakom, tvorbo razjede pri okužbi z Heliobacter pylorii, staranjem in leti pogojenim boleznim ali boljšemu imunskemu odzivu, srčnem zdravju, zdravju oči, funkciji jeter, skupnemu zdravju in zdravju prostate. 

## Astaksantin in celično zdravje
Mitohondriji so celične energijske zaloge. V mitohondrijih se tvori veliko oksidativnih verižnih reakcij za tvorbo energije, ki jo potrebujejo celice. Pri tem nastaja veliko prostih radikalov, ki se morajo nevtralizirati, da se ohranja normalna funkcija mitohondrijev. Kurashige je s sodelavci pokazal, da in vitro astaksantin preprečuje peroksidacijo mitohondrijev podganjih jetrnih celic za faktor 100 v primerjavi z vitaminom E. Superiorna vloga astaksantina se kaže pri ščitenju celičnih membran tako, da brani notranje in zunanje površine membrane pred oksidacijo.  Pomembna vloga astaksantina, poleg antioksidativnih lastnosti, je tudi ta, da je vključen pri regulaciji ekspresije genov in indukciji celične komunikacije. Dokazali so tudi, da astaksantin zmanjšuje verjetnost nastanka tumorjev. Tako so mnogi znanstveniki pokazali, da zmanjšuje nastanek karcinomov sečnega mehurja, raka v ustih, črevesnega raka in raka dojk. Anderson je dokazal, da lahko astaksantin inhibira encim 5-α-reduktazo, ki je odgovorna za rast prostate. Jyonouchi in sodelavci so razkrili mehanizem, ki pojasnjuje antitumorno aktivnost astaksantina. Bertam je predlagal, da karotenoidi pri celičnem komuniciranju, pri tesnih stikih igrajo pomembno vlogo pri zmanjšanju rasti tumorne celice. 

## Astaksantin in imunski odziv
Celice imunskega odziva so bolj občutljive na oksidativni stres in poškodbo njihovih membran s prostimi radikali, zato ker se močno nanašajo na celica-celica komuniciranje preko receptorjev na celični membrani. Tako npr. fagocitozno delovanje nekaterih izmed celic povzroči sproščanje prostih radikalov, kateri lahko hitro poškodujejo celice, če radikali niso nevtralizirani. Astaksantin in vitro poveča produkcijo protiteles. Študije na človeških krvnih celicah in vitro so pokazale, da astaksantin poveča produkcijo imunoglobulinov v primeru stimuliranja s T celicami.

## Vloga astaksantina pri detoksifikaciji in funkciji jeter
Jetra so kompleksen organ, kjer poteka intenziven katabolizem in anabolizem. Nekatere izmed funkcij jeter vključujejo tudi aktivno oksidacijo lipidov za proizvodnjo energije, detoksifikacijo kontaminant in uničenje patogenih bakterij in virusov, kot tudi uničenje mrtvih rdečih krvničk. Te specifične funkcije lahko vodijo do signifikantnih sproščanj prostih radikalov in oksidacijskih stranskih proizvodov. Zato je pomembno imeti mehanizme, kateri varujejo jetrne celice pred oksidativnimi poškodbami. Kurashige in sodelavci so pokazali, da je astaksantin učinkovitejši od vitamina E pri ščitenju mitohondrija podganje jetrne celice pred peroksidacijo. Dokazali so tudi, da astaksantin inducira ksenobiotične metabolne encime v podganjih jetrih, proces kateri bi lahko pomagal pri preprečevanju rakaste tvorbe.

## Vloga astaksantina pri vnetju, srčnem zdravju, živčnih, očesnih in kožnih obolenjih
Ugotovljeno je bilo, da astaksantin pomaga pri zmanjševanju vnetja. Pri tem prihaja do spremembe v aktivnosti T limfocitov, ki sodelujejo pri vnetnem odgovoru.  Visoke vsebnosti LDL so povezane z arteriosklerozo, stanjem kjer so stene arterij poškodovane. Navadno LDL ni oksidiran v plazmi, vendar verjamejo, da oksidacija LDL prispeva k razvoju arterioskleroze. Zato so predpostavili, da bi zmanjšali tveganje nastanka arterioskleroze s tem, da bi dodali antioksidant. Testi in vitro in poskusi na prostovoljcih, ki so dobivali 3,6 mg astaksantina na dan dva tedna, so razkrili, da se je vsebnost LDL zmanjšala. Astaksantin namreč preprečuje oksidacijo LDL-holesterola v krvi. Živčni sistem, vključujoč možgane, hrbtenjača in periferni živčni sistem imajo visoke vsebnosti nenasičenih maščobnih kislin. 
Visoke količine polinenasičenih lipidov, intenzivne aerobne metabolne aktivnosti in visoke vsebnosti železa najdemo v tkivih živčnega sistema (kot so npr. možgani, hrbtenjača,…). Zato so ta tkiva močno sprejemljiva na oksidativni stres. Obstajajo dokazi, ki potrjujejo, da je oksidativni stres pomožen faktor pri patogenezi glavnih živčnih bolezni. To vključuje Parkinson-ovo bolezen in Alzheimer-ja. Zaradi močne antioksidantne aktivnosti astaksantina od β-karotena ali vitamina E je astaksantin potencialni kandidat za testiranje prej omenjenih živčnih bolezni. Pri poškodbah očesa pred UV sevanjem astaksantin omogoča obrambo, med drugim tudi prepreči oksidacijo očesne mrene. Močno izpostavljanje kože soncu lahko privede do  opeklin, foto-inducirane oksidacije, vnetja, imunosupresije, staranja in celo kožnega raka. Astaksantin, ki ga najdemo v koži lososa naj bi imel vlogo zaščite pred UV sevanjem. Pri živalih je bilo ugotovljeno, da astaksantin preprečuje nastanek raka. Tako ja za nadaljnje razumevanje vloge astaksantina pri zaščiti potrebno še mnogo raziskav.